# 아파치 벨로시티
아파치 벨로시티(Apache Velocity)는 2001년 4월에 처음 출시된 자바 기반 템플릿 엔진으로, 자바 코드에 정의된 객체를 참조하는 템플릿 언어를 제공한다. 웹 애플리케이션에서 모델-뷰-컨트롤러 디자인 패턴을 통해 프리젠테이션 계층과 비즈니스 계층 간의 깔끔한 분리를 보장하는 것을 목표로 한다.
벨로시티는 아파치 소프트웨어 재단에서 호스팅하는 오픈 소스 소프트웨어 프로젝트이다. 아파치 라이선스 하에 배포된다. 존 스콧 스티븐스(Jon Scott Stevens)는 파워PC G4 칩의 AltiVec 벨로시티 엔진에서 이름을 따왔다.

## 용도
벨로시티를 사용하는 몇 가지 일반적인 애플리케이션 유형은 다음과 같다.

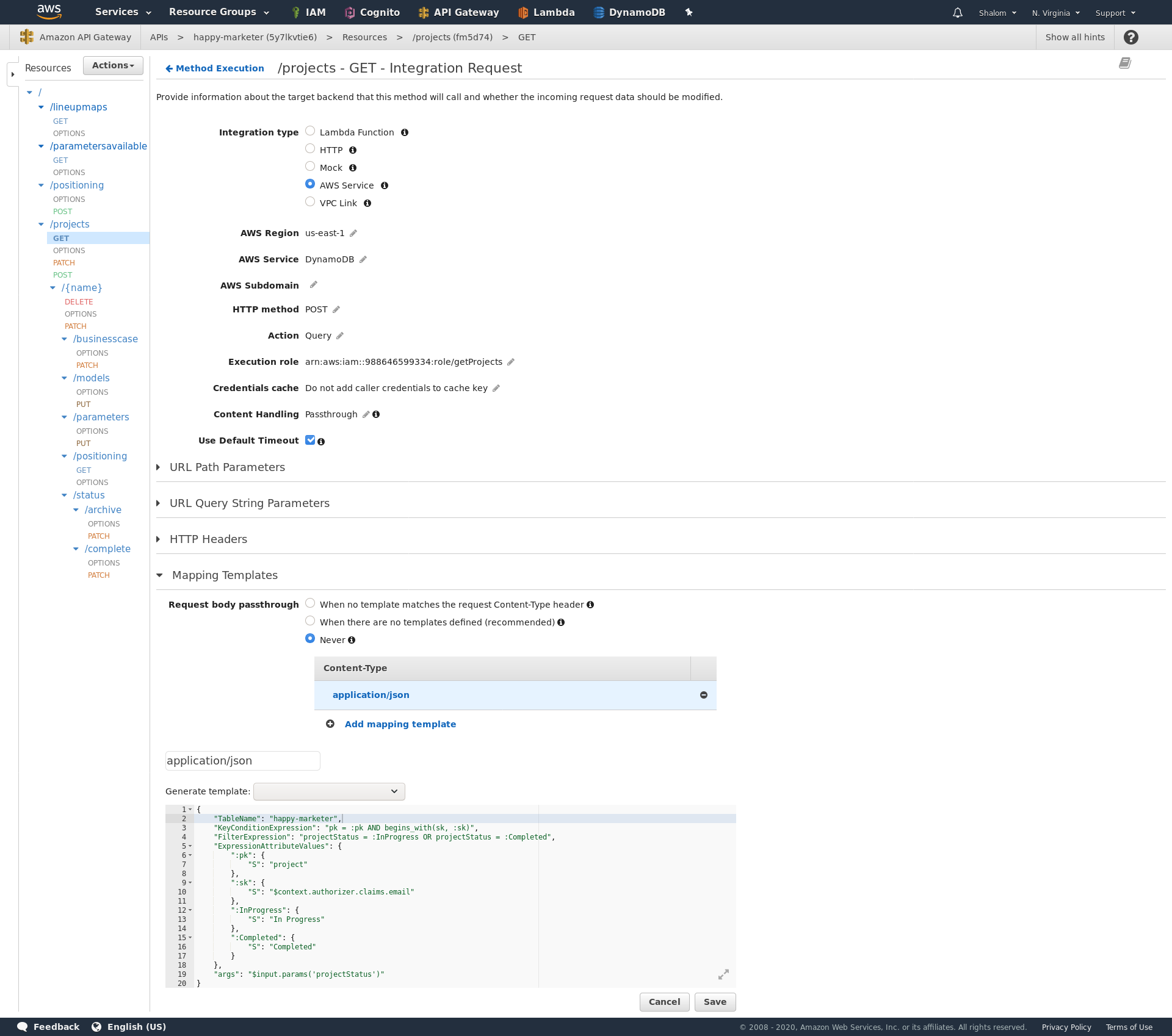
AWS API Gateway body mapping template.

- AWS API Gateway body mapping template.웹 애플리케이션: 웹 개발자는 HTML 페이지 구조를 렌더링한다. 콘텐츠는 동적 정보로 채워진다. 페이지는 VelocityViewServlet 또는 벨로시티를 지원하는 여러 프레임워크 중 하나로 처리된다.
- 소스 코드 생성: 벨로시티는 템플릿을 기반으로 자바, SQL, 포스트스크립트 소스 코드를 생성하는 데 사용할 수 있다. 여러 오픈 소스 및 상용 개발 소프트웨어 패키지가 이러한 방식으로 벨로시티를 사용한다.[2]
- 자동 전자우편: 많은 애플리케이션이 계정 가입, 비밀번호 알림, 또는 자동으로 전송되는 보고서에 대한 자동 이메일을 생성한다. 벨로시티를 사용하면 이메일 템플릿을 자바 코드에 직접 포함시키는 대신 텍스트 파일에 저장할 수 있다.
- XML 변환: 벨로시티는 아나키아(Anakia)라는 앤트 작업을 제공하는데, 이는 XML 파일을 읽어 벨로시티 템플릿에서 사용할 수 있도록 한다. 일반적인 응용 프로그램은 일반적인 "xdoc" 형식으로 저장된 소프트웨어 문서화를 스타일이 적용된 HTML 문서로 변환하는 것이다.
- AWS API Gateway는 JSON 출력을 위해 Apache Velocity 엔진을 바디 매핑 템플릿에 사용한다.

## 코드 예시
다음 템플릿:
```
##
 Velocity Hello World

<
html
>

    
<
body
>

        
#
set
(
 
$
foo
 
=
 
"Velocity"
 
)

        
##
 followed by

        Hello 
$
foo
 World!
    
</
body
>

</
html
>

```

벨로시티에 의해 처리되면 다음과 같은 HTML이 생성된다.
```
<
html
>

    
<
body
>

        Hello Velocity World!
    
</
body
>

</
html
>

```

조건을 사용한 또 다른 예제:
```
#
if
(
 
$
foo
 
<
 
10
 
)

    **Go North**

#
elseif
(
 
$
foo
 
==
 
10
 
)

    **Go East**

#
elseif
(
 
$
bar
 
==
 
6
 
)

    **Go South**

#
else

    **Go West**

#
end

```

다이나모DB HTTP용 AWS API 게이트웨이 본문 매핑 템플릿:
```
{

    "TableName": "happy-marketer",

    "KeyConditionExpression": "pk = :pk AND begins_with(sk, :sk)",

    
#
if
 ($
input
.
params
(
'projectStatus'
)
 
==
 
'archived'
)

    "FilterExpression": "projectStatus = :Archived",

    
#
else

    "FilterExpression": "projectStatus = :InProgress OR projectStatus = :Completed",

    
#
end

    "ExpressionAttributeValues": 
{

        ":pk": 
{

            "S": "project"

        },

        ":sk": 
{

            "S": "
$
context
.
authorizer
.
claims
.
email
"

        },

        
#
if
 ($
input
.
params
(
'projectStatus'
)
 
==
 
'archived'
)

        ":Archived": 
{

            "S": "Archived"

        }

        
#
else

        ":InProgress": 
{

            "S": "In Progress"

        },

        ":Completed": 
{

            "S": "Completed"

        }

        
#
end

    }

}

```

옵션 배열을 사용한 또 다른 예제; 조건이 없으면 잘못된 결과 JSON으로 인해 실패한다:
```
{

    "email": "
$
context
.
authorizer
.
claims
.
email
"

    
#
if
 ($
input
.
params
(
'countries'
)
 
!=
 
""
)

    , "countries": 
$
input
.
params
(
'countries'
)

    
#
end

}

```

Apache Velocity 템플릿의 구문 및 전체 개념은 현재 오픈 소스 프로젝트인 오래된 WebMacro 템플릿 엔진의 구문과 유사하다.

## 같이 보기
- 아파치 토크
- 프리메이커
- 자카르타 서버 페이지
- 타임리프

## 참고 자료
- Harrop, Rob; Darwin, Ian (2004년 8월 30일), 《Pro Jakarta Velocity: From Professional to Expert》 1판, Apress, 370쪽, ISBN 978-1-59059-410-0, 2009년 7월 5일에 원본 문서에서 보존된 문서, 2009년 9월 4일에 확인함
- Cole, Jim; D. Gradecki, Joseph (2003년 7월 16일), 《Mastering Apache Velocity》 1판, Wiley, 372쪽, ISBN 978-0-471-45794-7, 2012년 10월 7일에 원본 문서에서 보존된 문서, 2009년 9월 4일에 확인함